# 우봉식
우봉식(1971년 5월 5일 ~ 2014년 3월 9일)은 대한민국의 배우였다.

## 경력
- 1990 극단 한겨레 대표
- 2005~2008 솔트픽쳐스 대표

## 죽음
2005년부터 2008년까지 솔트픽쳐스 대표를 지내왔으나 2014년 최근 월세살이를 하였다가 심한 생활고를 극복하지 못해 2014년 3월 9일, 향년 44세를 일기로 자살하여 사망하였다. 

## 학력
- 안양예술고등학교

## 출연작

### 드라마
- 《3840유격대》 (MBC, 1983년)
- 《갈채》 (MBC, 1983년)
- 《미망인》 (KBS2, 1984년)
- 《남자의 계절》 (MBC, 1985년)
- 《무풍지대》 (KBS2, 1989년)
- 《전원일기》 (MBC, 1989년)
- 《우리들의 천국》 (MBC, 1990년 ~ 1993년)
- 《유심초》 (SBS, 1991년)
- 《며느리 삼국지》 (KBS2, 1996년)
- 《자반 고등어》 (MBC, 1996년)
- 《임꺽정》 (SBS, 1996년)
- 《시트콤 남자 셋 여자 셋》 (MBC, 1997년)
- 《신데렐라》 (MBC, 1997년)
- 《대조영》 (KBS1, 2006년 ~ 2007년) - 팔보 역

### 영화
- 《저 하늘에도 슬픔이》 (1984년)
- 《싸이렌》 (2000년) - 서완식 역
- 《플라스틱 트리》 (2003년) - 주만 역
- 《6월의 일기》 (2005년) - 파출소 순경 역
- 《사랑하니까, 괜찮아》 (2006년) - 영률 역

### 뮤직비디오
- 피터팬 컴플렉스 - YOU KNOW I LOVE YOU (2004년)

### CF
- 청정원 - 순창고추장 (2001년)